# 시브리처

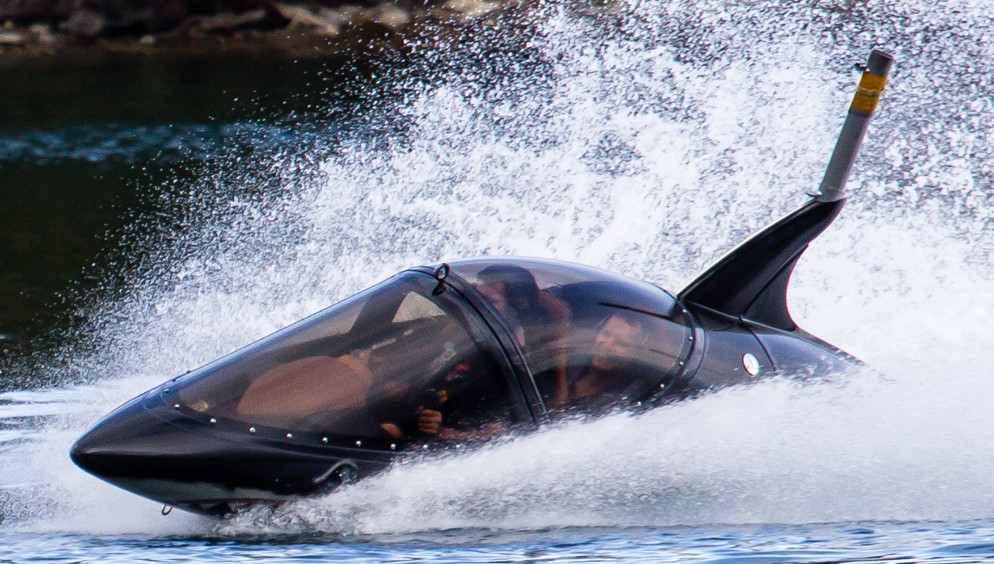

시브리처(영어: Seabreacher)는 미국의 기업 이네스페이스 프로덕션에서 제조 및 판매하는 고래 및 상어 모양의 잠수함이다. 이 회사는 뉴질랜드 출신의 보트 빌더인 롭이네스와 댄피아자에 의하여 설립되었고, 잠수함의 기본 모델 가격은 4만 8천 달러이며, 범고래모양의 시브리처 Y의 경우 6만 파운드이다.

## 기종
- 시브리처 J
- 시브리처 X
- 시브리처 Y
- 돌핀